# 维也纳道路交通公约
道路交通公约，也被稱為「維也納道路交通公约」, 是一條由多國所簽署，冀望以制定一些在締約成員間的交通規則標準，來提高在國際道路上的交通安全意識。此條約是由聯合國經濟及社會理事會於1968年10月7日至11月8日期間在維也納舉行的，有關於道路交通的會議上通過，並於1977年5月21日正式生效。此條約現時被約70個國家所認可及執行，但部份尚未簽署此條約的國家及地區，仍然是「1949年日內瓦道路交通會議」的締約成員。 此會議上亦通過了另一份條約，即關於道路標示及燈號的維也納會議。

## 跨境車輛
本條約對駕駛者的其中一個最大益處，就是締約成員國有義務承認由另一締約成員國的法例所承認的車輛。當締約成員國的車輛將要跨境進入另一個締約成員國時，必須先符合以下條件：
- 即使車輛的原登記國沒有規定必須於正前方展示車牌號碼也好，車輛在跨境到第二國時必須於車輛的正前方及正後方展示車牌號碼。電單車則被容許只須將車牌號碼展示於正後方。車牌號碼必須以羅馬字母及阿拉伯數字的組合為主，但亦容許使用其他字母。
- 所有車輛必須於正後方展示其所屬國籍代碼。代碼既可獨立展示，亦可包括於車輛本身的車牌之中。但如代碼已包括於車牌設計之中，則展示於車輛正前方的車牌也須作同樣處理。條約中的附件3對用作獨立展示的代碼要求作了詳細規定，具體來說就是必須使用一個白色楕圓形的標記，代碼則以黑色字樣表示在內。同時，代碼不能作為車牌號碼的一部份。然而實際上，有部份國家已經互相同意免除了展示代碼的要求。特別在歐盟國家（因歐盟款式車牌早已規定國家代碼須標示於左旁的藍條之上）[2]，以及加拿大、美國與墨西哥三國之間（因三國的車牌上多數已經標示了車輛登記的省份、州份或特區的名稱）。

- 車輛必須先符合其登記國法例中對所有機件的要求，但一些在締約成員國之間有衝突的機件要求（例如右駕及左駕車輛）則不適用。
- 駕駛者必須持用車輛的登記文件。如該輛汽車的登記擁有者並非駕駛者本人（例如租賃汽車等），則須提出証明駕駛者有權利可管有該輛汽車的相關文件。

## 締約成員
維也納道路交通會議於1968年11月8日正式通過，並於1977年5月21日正式生效。條約中第48章規定，締約成員國在簽署後，隨即取代其於1949年日內瓦道路交通會議的地位。
以下為締約簽署國或承認國（按英文名稱排序）：

### 非洲
阿尔及利亚、 、 、 布吉納法索、 中非、 、 刚果共和国、 刚果民主共和国、 、 、 賴索托、 利比亞、 马达加斯加、 马拉维、 、 摩洛哥、 纳米比亚、 尼日尔、 奈及利亞、 卢旺达、 塞内加尔、 、 南非、 多哥、 突尼西亞、 乌干达、 辛巴威

### 美洲
阿根廷、 、 巴哈马、 巴西、 加拿大、 智利、 、 古巴、 、 、 、 、 海地、 牙买加、 墨西哥、 秘魯、 千里達及托巴哥、 美国、 乌拉圭、 委內瑞拉

### 亞洲
亞美尼亞、 、 巴林、 、 柬埔寨、 、 印度尼西亞、 印度、 伊朗、 以色列、 约旦、 科威特、 、 、 黎巴嫩、 澳門、 马来西亚、 蒙古国、 巴基斯坦、 菲律賓、 、 、 塞舌尔、 新加坡、 斯里蘭卡、 、 叙利亚、 、 泰國、  土耳其、 、 阿联酋、 、 越南、 中華民國

#### 中华人民共和国
自条约生效以来，中华人民共和国未加入该公约。已多次有相关提案提议中国加入该公约，中华人民共和国外交部回复表示“加入《联合国陆路交通国际条约》虽然有利于增进該国国际交流，便利跨境运输和公民往来。但由于该公约规定的驾驶证准驾车型分类、机动车类型、机动车安全技术标准和通行规则、标志标线等与中国现行规定和标准差异较大，如中国加入该公约，需要大幅修订现行的道路交通安全法律法规、标准规范，并更换道路交通标志标线。因此，现阶段仍需进一步研究论证加入该公约的可行性和工作进度。”、“公安部正组织开展专题研究，论证我国加入《公约》的可行性和路径对策。”
中華人民共和國相关法律法规规定：除經過特別申請或批准外，所有短期逗留的旅客均不准駕駛境外車輛入境。少數獲批准的境外登記車輛，均須展示中國車牌號碼。在同屬中國的香港及澳門兩個非内地的特別行政區登記的車輛，因過往歷史及不同法规關係在实际上管理仍然视同外國登記車輛，必須符合一定條件方可申請駕駛進入中國内地，並須另配一個中國内地車牌。
條約中亦已註明了對車輛機件及車上安全裝備的最低要求，並於附件4中規定了車輛必須附有底盤編號、引擎編號及汽車生產商等訊息的識別標記。

### 歐洲
阿尔巴尼亚、 奥地利、 白俄羅斯、 比利时、 、 保加利亚、 、 捷克、 丹麦、 爱沙尼亚、 芬兰、 法國、 德国、 希腊、 梵蒂冈、 匈牙利、 義大利、 、 拉脫維亞、 立陶宛、 盧森堡、 摩納哥、 蒙特內哥羅、 荷蘭、 挪威、 波蘭、 葡萄牙、 摩尔多瓦、 羅馬尼亞、 俄羅斯、 圣马力诺、 塞爾維亞、 斯洛伐克、 斯洛維尼亞、 西班牙、 瑞典、 瑞士、 北馬其頓、 乌克兰、 英国

### 大洋洲
、 新西兰、 、 斐济

## 國際運輸协定
自維也納會議關於道路交通生效並執行後，開始促成了其他各類型的國際交通運輸的會議或協議的誕生。以下的各項條約均於聯合國秘書處保管，旨在提供一個更高程度的安全、保障以及保護環境的國際交通運輸。
- 国际易腐食品运输及其所用特别设备协定（易腐食品运输协定ATP）（英语：ATP (treaty)）（1970年）
- 国际运输用联营集装箱海关过关公约（1994年）[12]
- 国际公路货物运输合同公约（公路货运公约）议定书（1978年）
- 关于便利旅游海关公约（英语：Convention concerning Customs Facilities for Touring）（1954年）
- 集装箱关务公约（1956年、1972年）
- 关于商用公路车辆临时进口的海关公约（英语：Customs Convention on the Temporary Importation of Commercial Road Vehicles）（1956年）
- 关于私用公路车辆临时进口的海关公约（英语：Customs Convention on the Temporary Importation of Private Road Vehicles）（1954年）
- 关于海关处理用于国际运输的货盘的欧洲公约（英语：ADR (treaty)）（1957年）及其對第1章及第14章的修改協定（1993年）
- 日内瓦道路交通公约（1949年）
- 欧洲国际公路运输车辆从业人员工作协定（1970年）
- 促进铁路客货运过境的国际公约（1952年）
- 促进铁路货运过境的国际公约（1952年）
- 协调统一货物边境管制国际公约（1982年）
- 关于国际公路货运通行证制度下国际货运海关公约（国际公路货运公约）（英语：TIR Convention）（1975年）

## 外部連結
- 條約締約國及承認國列表（英語）
- 符合1949年日內瓦道路交通會議及1968年維也納道路交通會議規定的車輛國籍代碼（英語） （页面存档备份，存于）
- 維也納道路交通會議條約內文（英語） （页面存档备份，存于）
- 維也納道路交通會議條約內文（英語、西班牙語、俄語、法語、漢語、阿拉伯語） （页面存档备份，存于）